# Pinnistal
Pinnistal är en dal i Österrike.   Den ligger i förbundslandet Tyrolen, i den västra delen av landet, 400 km väster om huvudstaden Wien.
Trakten runt Pinnistal består i huvudsak av gräsmarker. Runt Pinnistal är det ganska glesbefolkat, med 32 invånare per kvadratkilometer.